# Mineralölsicherungsplan
Der Mineralölsicherungsplan, der im Zweiten Weltkrieg im Juni 1944 als Geheimprojekt verfolgt wurde, wurde nach dem Schöpfer des Programms Edmund Geilenberg, dem Generalkommissar für die Sofortmaßnahmen beim Reichsminister für Rüstung und Kriegsproduktion, auch Geilenberg-Programm genannt. Das Programm verfolgte das Ziel, den drohenden Zusammenbruch der Treibstoffversorgung zu verhindern, der an der Ostfront durch den Verlust der rumänischen Erdölfelder bei Ploiești und in Deutschland durch die alliierten Bombenangriffe auf die Anlagen der Treibstoffherstellung entstanden war. Zur Erreichung der Ziele des Mineralölsicherungsplanes arbeiteten 350.000 Menschen, darunter 100.000 KZ-Häftlinge.

## Entstehung und Wirkung des Mineralölsicherungsplans

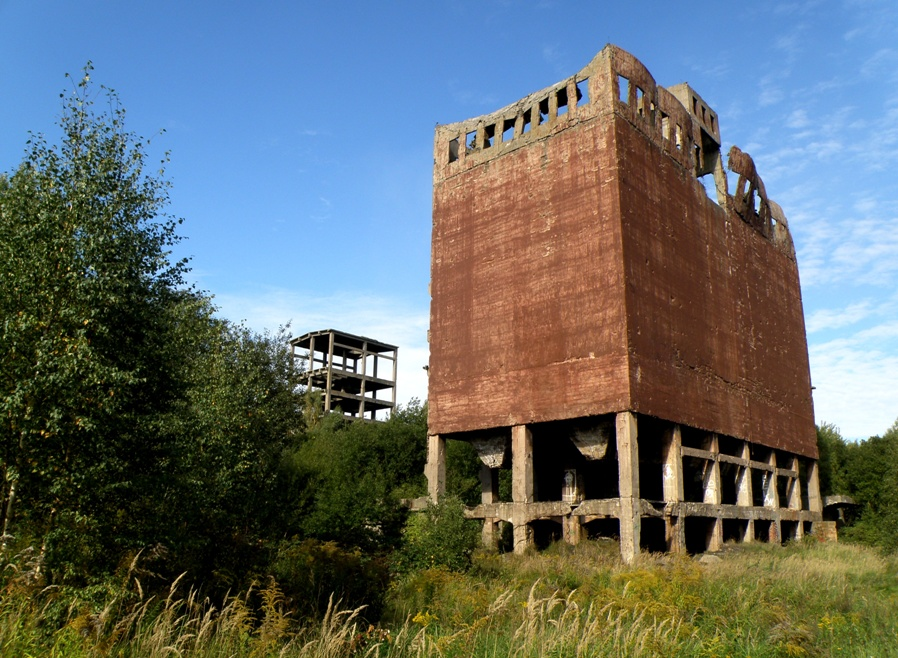
Ruinen der Hydrierwerke Pölitz nahe Stettin im heutigen Police (2008)

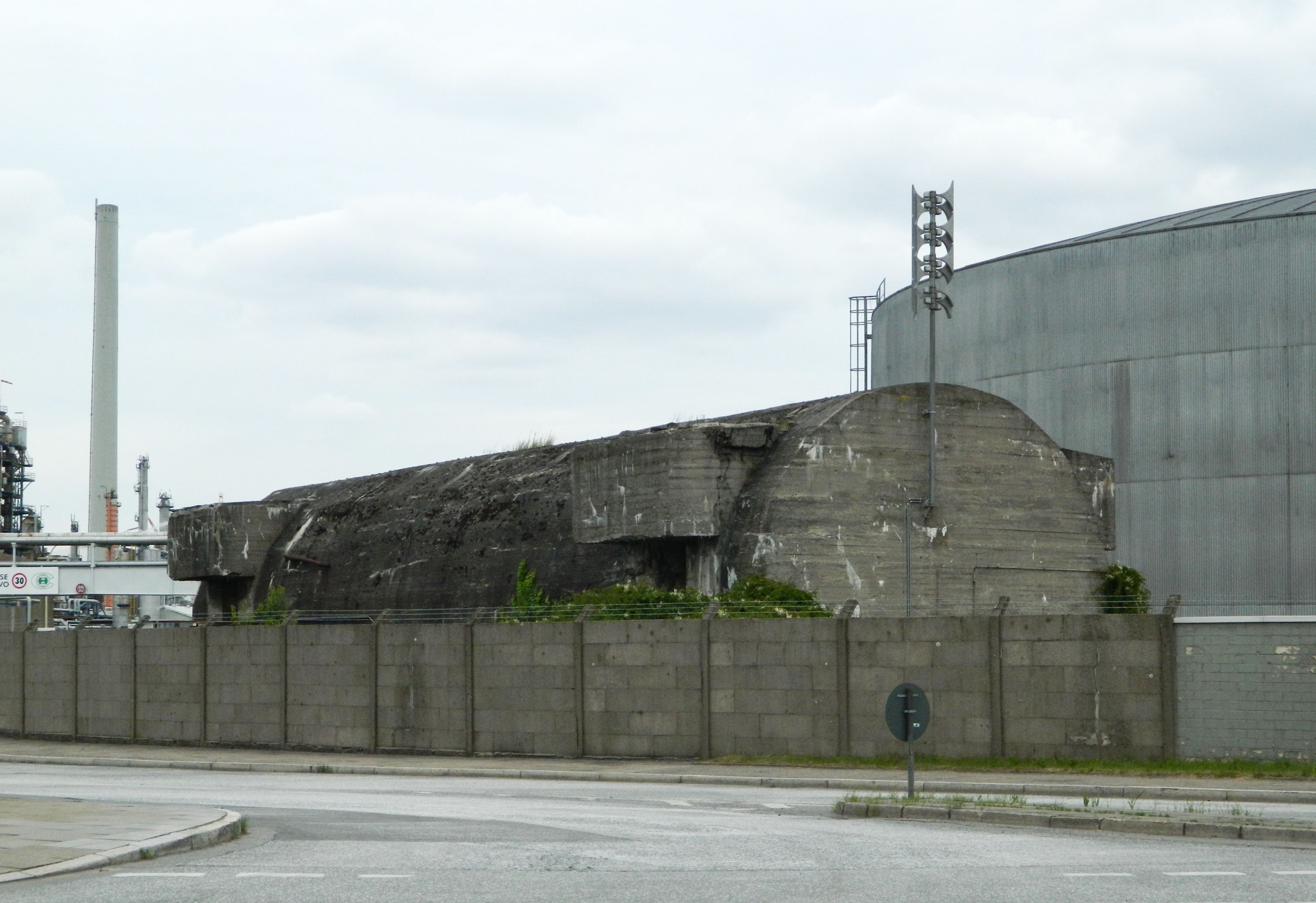
Salzgitter-Bunker (auch Geilenberg-Bunker genannt) im Hamburger Hafen (2012); von diesem Bunkertyp wurden reichsweit etwa 200 Exemplare gebaut

### Ursachen
Die Erdölförderung in Deutschland reichte nur für knapp 30 % des heimischen Bedarfs und war wegen eines hohen Gehalts an Schwer- und Schmierölen weniger für die Herstellung von Leicht- und Flugbenzin geeignet. Die Nutzung der bedeutenden Kohlevorkommen über das eigens entwickelte Verfahren der Kohleverflüssigung erhielt aus militärstrategischen Gründen vor dem Zweiten Weltkrieg eine gewisse Bedeutung. Der Bau von Hydrierwerken wurde wesentlicher Bestandteil der Autarkiebestrebungen des Vierjahresplans und politisch gegenüber anfänglichen Widerständen der Industrie durchgesetzt und breit öffentlich diskutiert. Neben Karl Aloys Schenzinger war insbesondere der von Fritz Todt geförderte Sachbuchautor Anton Zischka federführend bei der populärwissenschaftlichen Darstellung der Synthesethematik und der damit verbundenen Propagandaanstrengungen.
Ab Mitte der 1930er Jahre wurden Hydrierwerke zur synthetischen Benzinherstellung gebaut. Zu Kriegsbeginn 1939 existierten sieben Werke mit einer jährlichen Gesamtkapazität von 1,2 Millionen Tonnen. Das größte waren die Leunawerke bei Merseburg. Die Anlagen deckten einen großen Teil des Treibstoffbedarfs der Wehrmacht und waren alleinige Quelle des Flugbenzins für die Luftwaffe. Dabei wurden bis zum Kriegsende amerikanische Patente auf einzelne Treibstoffsorten beachtet und deswegen Flugbenzinsorten mit einer etwas minderen Qualität hergestellt.
Das Strategic Bombing Command der alliierten Streitkräfte hatte bereits 1941 erste Bombardierungen der Hydrierwerke unternommen. Aufgrund technischer Schwierigkeiten wie strategischer Überlegungen wurden diese zugunsten von Flächenbombardierungen zurückgestellt. Im Jahre 1944 wurde die gegenüber den Raffineriekapazitäten etwa in Ploiești (vgl. Luftangriffe auf Ploiești) deutlich weniger geschützte Treibstoffindustrie als eine zentrale Schwachstelle der deutschen Kriegsführung erkannt, gezielte Bombardierungen waren durch entsprechende Leitsysteme technisch möglich geworden. Sie griffen deshalb ab dem April 1944 gezielt die deutsche Erdöl- und Treibstoffindustrie an. Im August 1944 standen bereits sowjetische Truppen an den Grenzen Rumäniens, weshalb es dort aufgrund einer Initiative von König Michael I. zu einem Putsch kam, der eine Abkehr Rumäniens vom Deutschen Reich zur Folge hatte.

### Luftangriffe und deren Folgen
Die amerikanische Eighth Air Force bombardierte mit 935 Bombern am 12. Mai 1944 massiv die Raffinerien und Hydrieranlagen in Leuna, Böhlen, Brüx, Lützkendorf und Zeitz-Tröglitz. Am 28. und 29. Mai 1944 folgten erneute Großangriffe auf die Anlagen in Lützkendorf, Magdeburg-Rothensee, Merseburg, Ruhland, Tröglitz und Pölitz und am 16. und 26. Juni wurden von der Fifteenth Air Force die österreichischen Raffinerien in Floridsdorf, Kagran, Lobau, Korneuburg und Moosbierbaum bombardiert. Auch die Raffinerieanlagen der Deurag-Nerag in Misburg bei Hannover waren mehrfach Ziel schwerer Angriffe. Die ungeschützten Anlagen waren empfindlich und meist total zerstört, da sie völlig ausbrannten. Zudem war Metall im Krieg knapp und ein Wiederaufbau war erschwert bzw. nahezu nicht mehr möglich. Nach den ersten Angriffen erfolgten zahlreiche weitere Bombenabwürfe auf Treibstoffproduktionsstätten und der deutsche Treibstoffnachschub erlahmte. Damit ergaben sich erhebliche Einschränkungen der Mobilität für die deutschen Land-, See- und vor allem für die Luftstreitkräfte und für zivile Zwecke.
Neben diesen Angriffen auf die Treibstoffindustrie wirkte sich der Zusammenbruch der deutschen Ostfront im August 1944 für die Kriegsführung der Deutschen fatal aus, weil dies zum Verlust der rumänischen Ölfelder bei Ploiești führte. Diese Ölfelder hatten einen großen Teil des deutschen Erdölbedarfs gedeckt. Der Zusammenbruch eines kriegswichtigen Industriezweigs stand kurz bevor.
Nach den erfolgreichen Bombenangriffen der Alliierten entstand das Geilenberg-Programm, das in einem Mineralölsicherungsplan die Untertage-Verlagerung der kriegswichtigen Hydrierwerke sowie die Entwicklung und den Aufbau von neuen unterschiedlichsten Anlagen zur Treibstoffherstellung vorsah.
Der Treibstoffmangel führte nicht nur zu einer erheblichen Einschränkung der Mobilität der Streitkräfte. Besonders gravierend war der Mangel an Kerosin für die neuen Strahljäger Me 262. Die Folge war, dass die Jagdflugzeuge der Luftwaffe zeitweise aus Treibstoffmangel auf dem Boden bleiben mussten. Damit war die deutsche Erdölindustrie praktisch ungeschützt. Die Produktion der deutschen Jagdflugzeuge erreichte im Kriegsjahr 1944 zwar ihren zahlenmäßigen Höhepunkt, aber wegen des Treibstoffmangels kamen diese oft nicht mehr zum Einsatz.
Unternehmen Wüste war der Deckname eines der Geheimobjekte des SS-eigenen Industriekomplexes der Nationalsozialisten im Rahmen des Geilenberg-Programms, um dringend benötigten Treibstoff aus Ölschiefer zu gewinnen. In zehn Produktionsstätten des Unternehmens Wüste in Württemberg mussten 15.000 KZ-Häftlinge unter teils mörderischen Bedingungen von sieben Außenlagern des Konzentrationslagers Natzweiler-Struthof die Anlagen aufbauen und betreiben.

### Reaktion

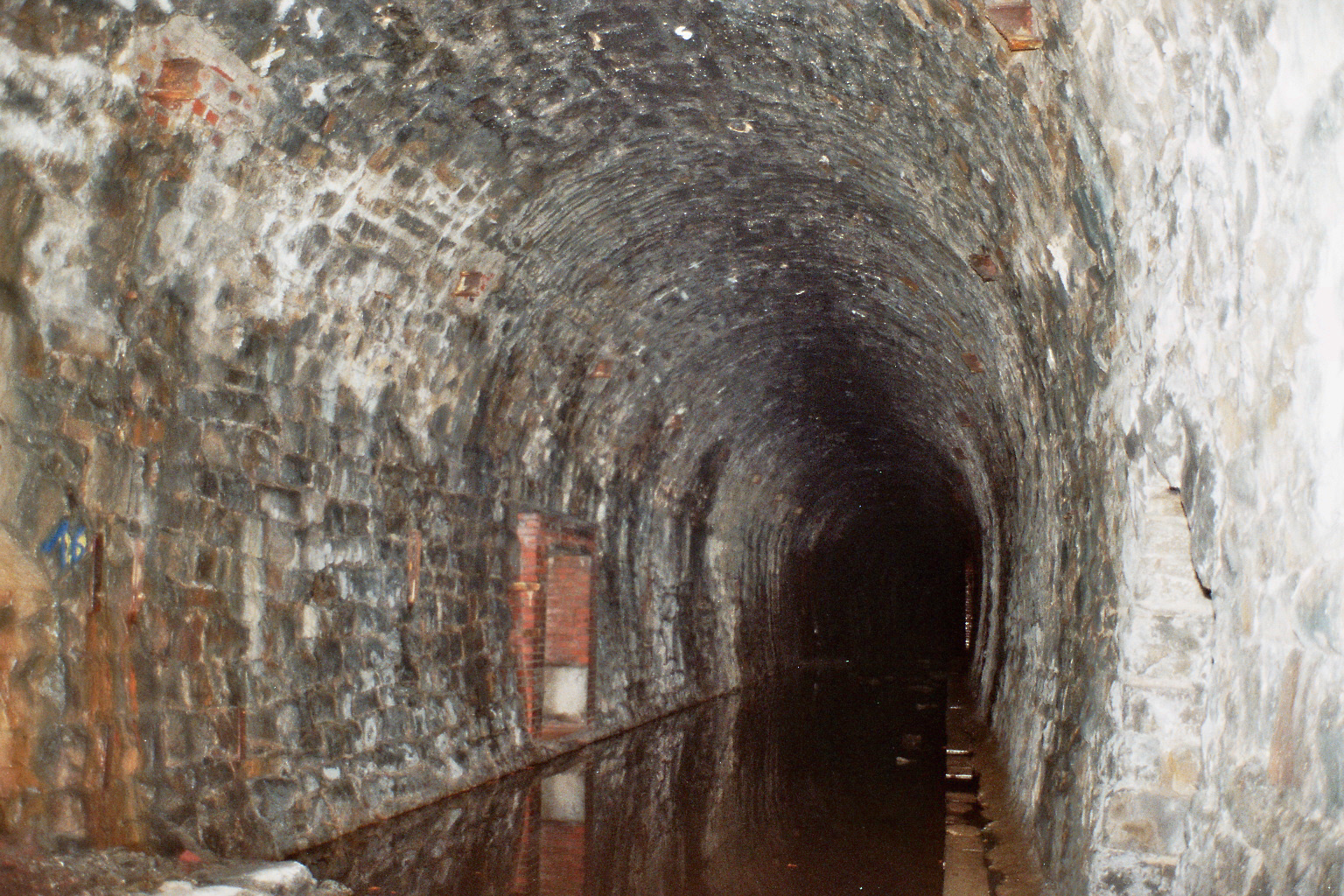
U-Verlagerung bei Hattingen-Wuppertal

Als dies die deutsche Heeresführung erkannte, war es für Schutzmaßnahmen zu spät, da lediglich eine unterirdische Verlegung der Produktionsstätten Schutz vor Luftangriffen hätte bieten können. Dies war von langer Hand nicht vorbereitet worden. Der bisherige Leiter des Hauptausschusses für Munition im Reichsrüstungsministerium, der Braunschweiger Stahlindustrielle Edmund Geilenberg, wurde am 30. Mai 1944 von Hitler persönlich zum „Generalkommissar für die Sofortmaßnahmen beim Reichsminister für Rüstung und Kriegsproduktion“ ernannt. Es wurde das Geilenbergprogramm ins Leben gerufen, das zum Ziel hatte, die Treibstoffproduktion für die Wehrmacht zu sichern. Geilenberg erstellte im Juni 1944 mit Carl Krauch, Vorstandsvorsitzender der I.G. Farben und „Generalbevollmächtigter für Sonderfragen der chemischen Erzeugung“, den Mineralölsicherungsplan.
Der Plan sah die Sicherstellung der Grundversorgung mit Treibstoffen vor. Vorhandene Dampfkessel wurden zu einfachsten Destillationsanlagen umgebaut, ganze Raffinerien wurden unter Tage verlagert, und zahlreiche Kleindestillationsanlagen wurden neu errichtet.
Geplant waren unterschiedlichste Arten von Anlagen wie beispielsweise Aufarbeitungsanlagen von Schmier- und Altölen, unterschiedlichste Destillationsanlagen, Isooctan- und Polymerisationsanlagen zur Herstellung von Flugbenzin, Anlagen zur Rohdiesel- und -benzinerzeugung, Hydrieranlagen zur Kohleverflüssigung, Ölschieferverschmelzung, Crackanlagen sowie weitere 80 Anlagen wurden konzipiert, um die Treibstoffindustrie und damit den schwächsten Punkt der deutschen Rüstungsindustrie zu stabilisieren, was letztendlich nicht gelang. Die Konzepte wurden mit Decknamen versehen und unterlagen strengster Geheimhaltung.

### Unterirdische Verlagerung
Besondere Aufmerksamkeit wurde der unterirdischen Verlagerung, der sogenannten U-Verlagerung, der Anlagen gewidmet. Der Begriff U-Verlagerung bezeichnet Objekte, in die im Zweiten Weltkrieg Rüstungsbetriebe und andere Firmen von militärstrategischer Bedeutung bombensicher unter Tage verlegt wurden. Es war nicht möglich, die bislang vorhandenen Werke der Treibstofferzeugung durch Splitterschutz oder Betonabdeckungen vor der Bombardierung zu schützen.
Zur Herstellung der unterirdischen Anlagen wurden Arbeitskräfte benötigt, die gegen Ende des Krieges knapp waren, daher wurden vor allem KZ-Häftlinge und Zwangsarbeiter zum Aufbau der unterirdischen und technischen Anlagen herangeholt, wobei zahlreiche neue Konzentrationslager entstanden. 350.000 Menschen, darunter etwa 100.000 Häftlinge, wurden im Geilenberg-Programm unter brutalen Bedingungen zu Räum- und Bauarbeiten in durch Bombardierungen beschädigten Treibstoffwerken und zur unterirdischen Verlagerung von Hydrieranlagen eingesetzt. Schwerpunkte der unterirdischen Anlagen zur Herstellung synthetischen Benzins waren in Baden, in Württemberg, auf dem Gebiet des heutigen Nordrhein-Westfalen und im Harz.

### Ende und Nachwirkung des Plans
1943 gab es zwölf produzierende Hydrierwerke für Treibstoffe und im Frühjahr 1944 fünfzehn. Gegen Ende des Krieges, im März 1945, betrug die Kapazität der Hydrierwerke drei Prozent des Höchststandes aus dem Jahr 1943. Die Pläne, die Mineralölversorgung Deutschlands sicherzustellen, waren gescheitert.
Das Tanklager Farge wurde bis 1957 durch die US-Armee und danach von der Bundeswehr und von ihr beauftragte Gesellschaften übernommen. Es befindet sich im Eigentum der Bundesrepublik Deutschland. Am 31. Mai 2013 gab die Bundeswehr das Gelände auf. Seitdem wird es von der Bundesanstalt für Immobilienaufgaben (BImA) verwaltet. Seit März 2015 befindet sich das Tanklager in der sogenannten Stilllegungsphase, werden die Anlagen zurückgebaut und die Gelände von Schadstoffen dekontaminiert.

## Wirtschafts- und Rüstungspläne der NS-Zeit
Im nationalsozialistischen Deutschland wurde sukzessive eine Zentralverwaltungswirtschaft mit wirtschaftslenkender Gesetzgebung ausgebaut. Als Neuer Plan wurde 1934 der Weg vorgezeichnet, es folgte der Vierjahresplan von 1936, der Schnellplan von 1938 und der Schell-Plan im Jahre 1939.
Das Mineralölsicherungsprogramm war eines der Programme mit denen die deutsche Wirtschaft koordiniert werden sollte. Die Expansion der Kriegswirtschaft wurde von etlichen weiteren Programmen begleitet. Die Koordination dieser Pläne und die Gewichtung von Interessen sollte ab 1942 beim Ausschuss für Zentrale Planung im Reichsministerium für Rüstung und Kriegsproduktion erfolgen. Der Überblick der Pläne ist teilweise schwer nachvollziehbar, wobei etliche dieser Pläne in Personal- oder Amtsunion von Wehrwirtschaftsführern sowie in fusionierten Wirtschaftsgebilden wie den Reichswerken Hermann Göring betreut und umgesetzt werden sollten. Das es dabei zu Konkurrenzsituationen kam, ist insbesondere zum Thema Luftrüstung vs. Panzerrüstung und zum Wirken von Konstrukteuren wie Ferdinand Porsche oder Hans Ledwinka bekannt. Wie im Bereich der Kraftfahrzeugfertigung waren auch die Betriebe in annektierten oder besetzen Gebieten betroffen, wie es bei Unternehmen wie den Österreichischen Saurerwerken und Škoda sowie Tatra der Fall war. Nachfolgend eine unvollständige Übersicht der Pläne:
| 1938        | 1939        | 1940               | 1941            | 1942          | 1943                        | 1944                    |
| ----------- | ----------- | ------------------ | --------------- | ------------- | --------------------------- | ----------------------- |
| Schnellplan | Schell-Plan | Rüstungsprogramm B | Göring-Programm | Iwan-Programm | Adolf-Hitler-Panzerprogramm | Mineralölsicherungsplan |